# Théodore Ballu
Théodore Ballu (París, 8 de junio de 1817 - París, 22 de mayo de 1885), fue un arquitecto francés, ganador del gran Premio de Roma en 1840 a quien se deben la iglesia de la Trinidad y a la reconstrucción del Ayuntamiento de París, además de gran número de edificios públicos de la capital, en particular iglesias.

## Biografía
Théodore Ballu era hijo de Louis Ballu y de Melanie Quantinet, marido de Claire Orsel. Fue abuelo del industrial y diputado Guillaume Ballu  y padre del diputado  Roger-Ballu.
Admitido en la Escuela real de Bellas Artes de París en 1835, Ballu se convirtió en estudiante Louis-Hippolyte Lebas, el arquitecto de Notre-Dame-de-Lorette. Ganó el Gran Premio de Roma en 1840, concurso en el que la prueba final fue diseñar «un palais pour la Chambre des Pairs» ['un palacio para la Cámara de los Pares'].

## El granPrix de Rome
El joven laureado dejó entonces París para convertirse en residente de la Academia de Francia en Roma. Vivió en la Villa Medici desde enero de 1841 a diciembre de 1845. Esta estancia en el corazón de la «Ville Éternelle» no le impidió dedicar tiempo para visitar las prestigiosos ruinas de la Grecia antigua. Su envío del tercer año está dedicado a Pompeya. En 1844-1845, envió sus trabajos en el Erecteion de la Acrópolis de Atenas.

## El arquitecto parisino

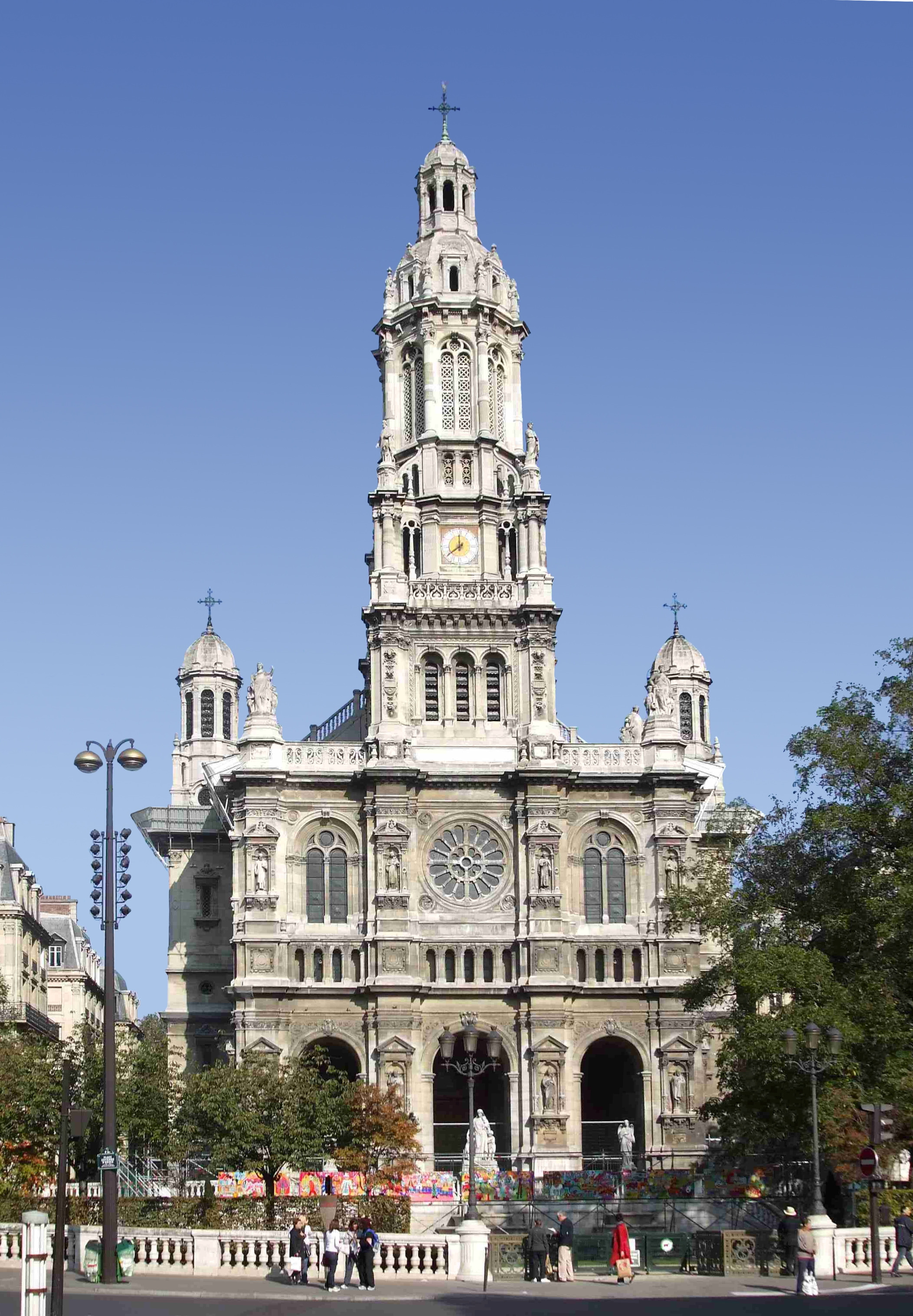
La iglesia de la Trinidad

A su regreso a Francia, Théodore Ballu se convirtió en asistente del arquitecto François-Christian Gau en la obra de la Basílica de Santa Clotilde, y después, a su muerte en 1853, en arquitecto jefe del edificio. Emprendió una carrera en la que su preferencia por los edificios religiosos se afirmó cada día más, acabando especializándose en ellos. Muchos de esos grandes edificios aun se conservan hoy.
En 1860, fue nombrado arquitecto jefe de las obras de la villa de París para los edificios consagrados al culto. Realiza, por ello, la iglesia de la Trinidad (1861-1867), el templo del Espíritu Santo de la calle Roquepine, las iglesias de San Ambrosio (1863-1869) y de Saint-Joseph des Nations(1866 a 1875).
También se le confió la dirección de las obras de restauración de la tour Saint-Jacques (1854-1858) así como la construcción de la iglesia de Saint-Denis en Argenteuil (1866).
La iglesia de la Trinidad sigue siendo emblemática de su obra gracias a su conocimiento de los diferentes estilos arquitectónico, su gusto pronunciado por el eclecticismo entonces muy de moda y por una profusión de la decoración tallada o pintada, así como por su control de costes de las obras. El barrio de la Trinidad se convirtió en el lugar favorito del arquitecto. Ballu tiene varios edificios en ella e incluso construyó allí su propia casa.

## Director de obra del beffroi de Saint-Germain-l’Auxerrois

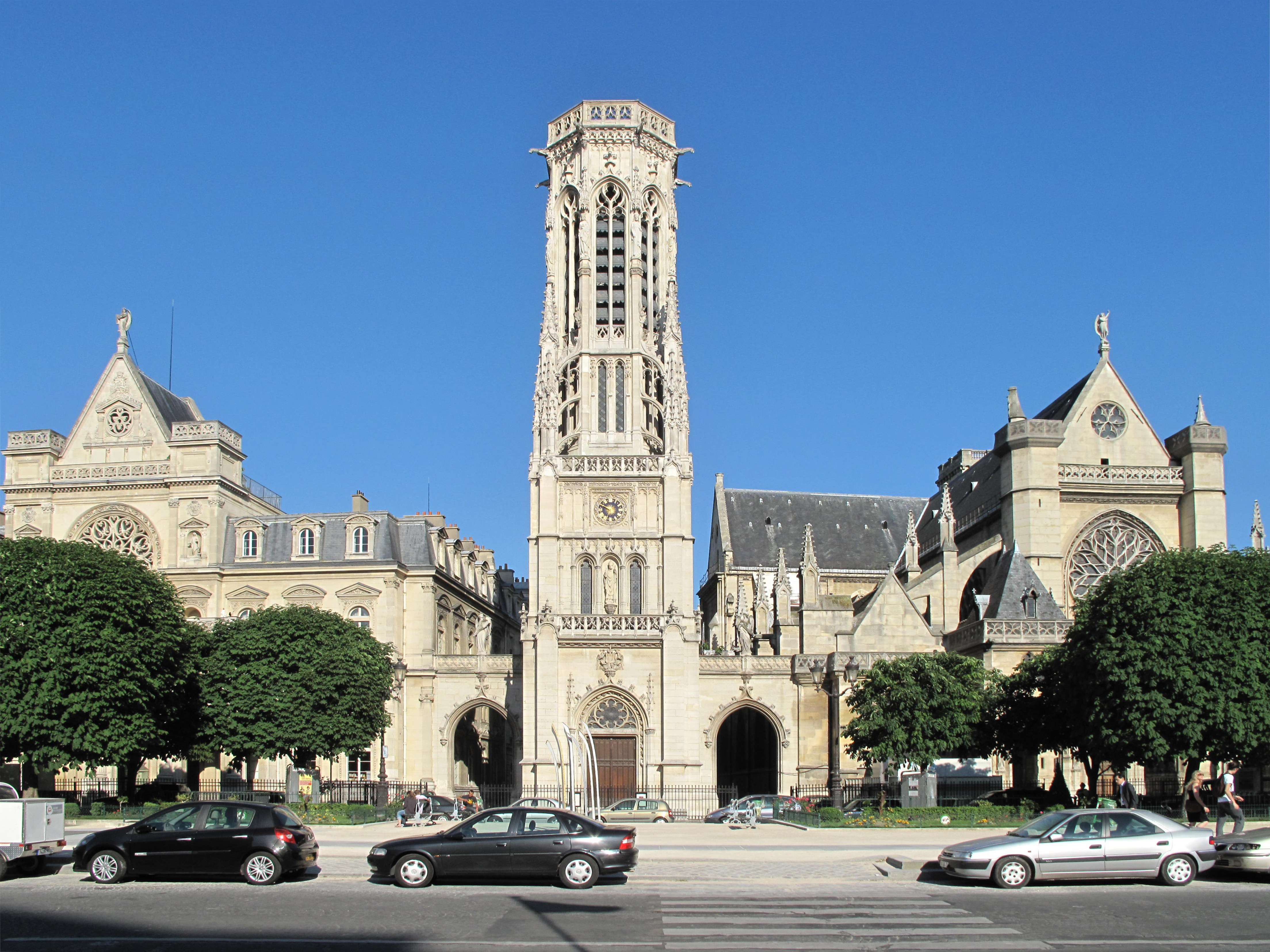
El beffroi de Saint-Germain-l’Auxerrois

De 1858 a 1863, Théodore Ballu proyectó y construyó el beffroi de la Saint-Germain-l'Auxerrois.
Las aperturas de Haussmann no cambiaron radicalmente el barrio. La antigua iglesia parroquial de los reyes de Francia todavía permanecía oculta detrás de los edificios que la separaban de la columnata del Palacio del Louvre. En 1859, el arquitecto Jacques Hittorff construyó al norte, un nuevo edificio para albergar la sala municipio, retomando en gran parte la fachada de la iglesia, usando en ella un estilo inspirado en el gótico tardío y renacentista francés.
La torre de Ballu fue edificada entre las dos fachadas, reforzando así un efecto de simetría que extendía, aún más hacia el este, el eje principal del Louvre. El arquitecto optó por utilizar el vocabulario propio del gótico flamígero.
Aunque el uso de la piedra parece afirmarse, es interesante observar la presencia, cuidadosamente oculta, de una estructura de hierro que sustenta el conjunto de las campanas del célebre carillón.
Con esta construcción ya se refleja en Ballu la amplitud de sus conocimientos arqueológicos, el dominio de los estilos, la atención al detalle y su gran exigencia de la cuidada ejecución. La silueta y algunos detalles del campanario son una reminiscencia de los de la tour Saint-Jacques, monumento que Ballu acababa de completar la restauración.

## La reconstrucción del Ayuntamiento

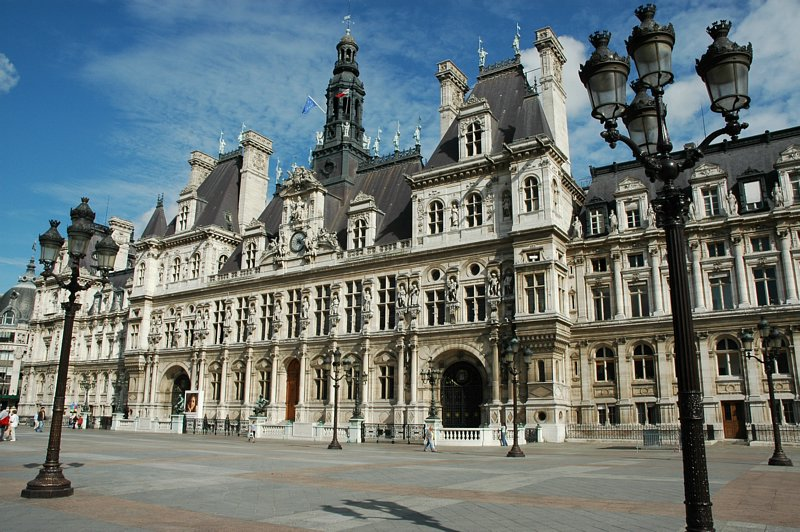
El Ayuntamiento de París

Fue elegido miembro de la Academia de Bellas Artes en 1872. Ganador en 1873 del concurso para la reconstrucción del Ayuntamiento incendiado durante la Comuna de París, dirigió la obra en asociación con Édouard Deperthes. Esta obra será el punto culminante de su carrera y duró ocho años, hasta 1882.
Ballu fue designado temporalmente en el consejo de edificaciones civiles (conseil des bâtiments civil) y, en 1874, el inspector general de los edificios diocesanos después de la renuncia al cargo de Eugene Emmanuel Viollet-le-Duc. Inspector general de las obras de la Villa de París desde 1871 hasta 1876, fue naturalmente responsable de los edificios de culto.
Théodore Ballu murió  en 1885, tres años después de la finalización del ayuntamiento, y a su muerte vivía en la rue Blanche 80 en IX Distrito. Fue enterrado en el cementerio Père-Lachaise (división 74).

## Distinciones
- Comandante de la Légion d'honneur

## Reconocimientos
Varias calles han sido nombradas en su memoria:
- la rue Ballu del IX Distrito de París;
- otra en Perpiñán en el barrio de Clos Banet.

## Iconografía
Una medalla con la efigie de Theodore Ballu fue realizada en 1881 por el grabador de Daniel Dupuis. Un ejemplar se conserva en el Museo Carnavalet (ND 5213).